# Heike Matthiesen

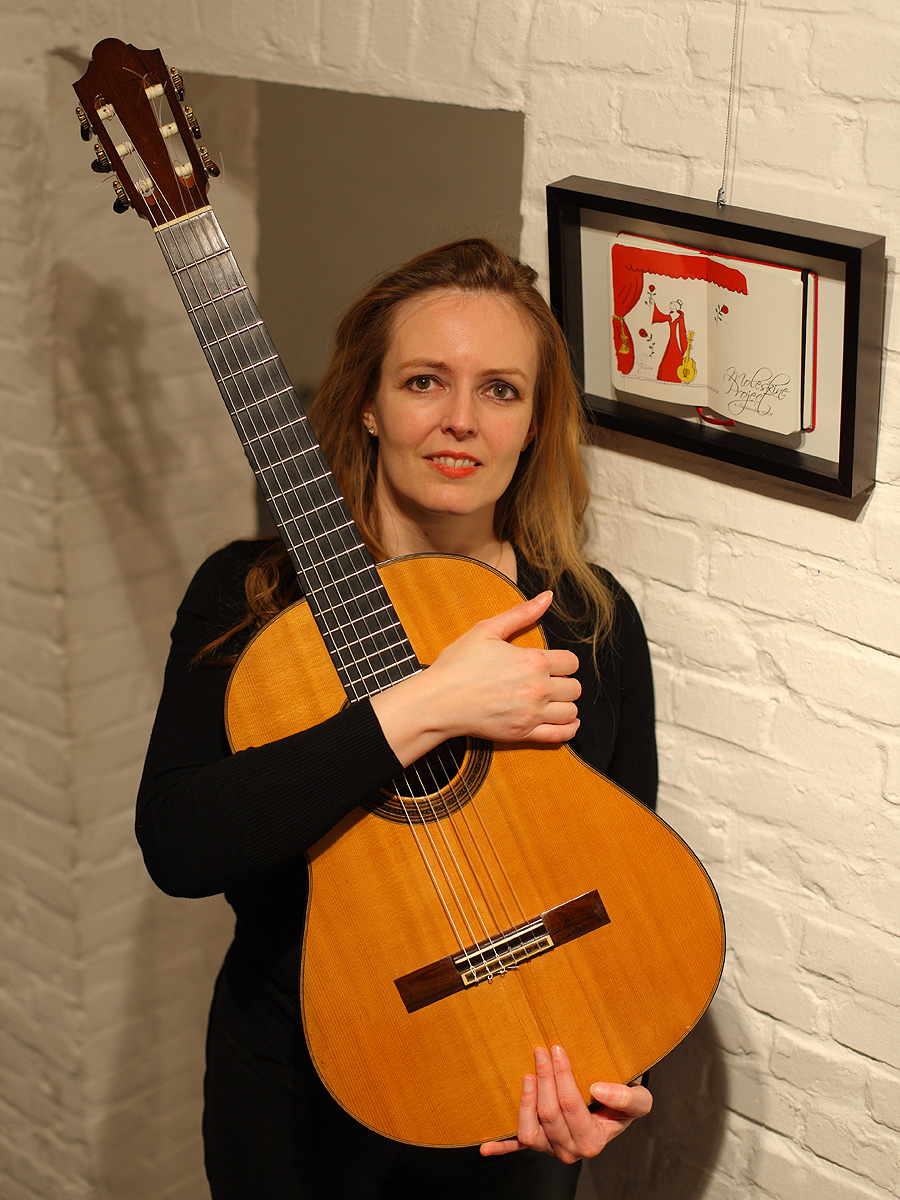
Heike Matthiesen (2009)

Heike Matthiesen (* 27. Juni 1964 in Braunschweig; † 22. Dezember 2023) war eine deutsche klassische Gitarristin.

## Leben und Wirken
Heike Matthiesen stammte aus einer Musikerfamilie. Sie erhielt bereits als Kind eine umfassende musikalische Ausbildung und spielte ab ihrem vierten Lebensjahr Klavier.
Mit 18 Jahren nahm sie ersten Gitarrenunterricht und studierte bereits ein Jahr später bei Heinz Teuchert an der Hochschule für Musik und Darstellende Kunst Frankfurt am Main. Nach zwei Jahren Ausbildung bei Michael Teuchert legte sie die künstlerische Reifeprüfung bei Thomas Bittermann ab. Einige Jahre als Meisterschülerin von Pepe Romero schlossen sich an. Außerdem besuchte sie zahlreiche Meisterkurse, unter anderem bei Manuel Barrueco, David Russell, Roland Dyens (der ihr einen seiner 20 lettres widmete), Alvaro Pierri, Leo Brouwer, Hubert Käppel und Oscar Ghiglia.
Bereits während des Studiums arbeitete sie als ständige Orchesteraushilfe an der Oper Frankfurt und spielte dort Zupfinstrumente in Opern von Mozart, von Weber, Berg, Schostakowitsch, Donizetti und Rossini. Ab 1997 spielte Matthiesen regelmäßig auch in verschiedenen Kammermusikbesetzungen für die Villa Musica Mainz.
Matthiesen konzertierte vor allem als Solistin mit Schwerpunkt auf spanischer und deutschsprachiger Musik, hatte aber auch französische, polnische und südamerikanische Musik in ihren Programmen. Konzerte führten sie nach Japan, China, die USA, Russland, Bulgarien, Polen, Island, Österreich, Dänemark, Frankreich, Italien und Spanien. Ein besonderer Schwerpunkt in ihrem Schaffen lag auf der Musik von Komponistinnen; ab Frühling 2016 engagierte sich Matthiesen auch als Spezialistin für das Gitarrenrepertoire im Archiv Frau und Musik. Matthiesen spielte eine Gioachino Giussani 1990 Alsuhail und eine Roy Fankhänel 2015 RF160. Der Komponist Franz-Michael Deimling komponierte für sie Gitarra – 4 Konzertstücke für Gitarre, die im Verlag Acoustic Music Books erschienen.
Matthiesen lebte in Frankfurt am Main. Aufgrund ihrer Krebserkrankung kam sie Mitte November 2023 in palliativmedizinische Betreuung.
Sie erlag im Dezember 2023 den Folgen ihrer Erkrankung.

## Diskographie
- Suite de los espejos, auf: André Volkonsky, Porträt, Wergo 1993
- Bolero, mit dem Spanish Art Guitar Quartet, NCA 2005
- Wozzeck, Alban Berg, Oper Frankfurt, DVD, Arthaus 2006

Solo:
- Sol y luna, Musik aus Spanien und Südamerika, Tyrolis 1998
- Tristemusette, Musik von Roland Dyens, Tyrolis 2001
- Serenade, Fantasien und Variationen über Opern des 19. Jahrhunderts, Vienna2day 2013
- Guitar Ladies, Heike Matthiesen interpretiert die Musik von Komponistinnen aus aller Welt, Vienna2day Okt 2016
- Guitar Divas, Komponistinnen des 19. Jahrhunderts, ARS Produktion 2023